# When I Was Older
«When I Was Older» — песня американской певицы Билли Айлиш, выпущенная 9 января 2019 года и вошедшая в альбом Music Inspired by the Film Roma. Песня была позже добавлена в японское издание дебютного альбома Айлиш, When We All Fall Asleep, Where Do We Go? (2019).

## Чарты
| Чарт (2019)                                                         | Высшая позиция |
| ------------------------------------------------------------------- | -------------- |
| Нидерланды Tip Single (Dutch Charts)                                | 9              |
| Швеция Heatseeker (Sverigetopplistan)                               | 3              |
| Новая Зеландия Hot Singles Chart (Official New Zealand Music Chart) | 7              |
| США Alternative Digital Song Sales (Billboard)                      | 11             |